# MiniMonsters
MiniMonsters es un cómic infantil creado por el historietista español David Ramírez. Desde el año 2000 hasta el 2015 se publicaba mensualmente en la revista infantil ¡Dibus! de Norma Editorial, lo que la convierte en la más longeva de su autor.

## Características
Se compone de historietas breves de dos hojas normalmente (Aunque la mayoría van encadenadas a un argumento) y siempre a todo color. 

## Argumento
Existen ciudades que no aparecen en ningún mapa humano, como Miedópolis, La Nuit Noir o Monsterland. En ellas viven monstruos de todo tipo: vampiros, hombres lobo, brujas, momias... Una de esas ciudades es Villa Susto. Allí se muda junto con su familia Victor Von Piro, un orgulloso niño vampiro que deberá aprender a convivir con los otros monstruos de la escuela y acabara viviendo junto a ellos todo tipo de aventuras.

## Personajes
Los personajes principales se dividen en "La Banda de Frank" (La de los protagonistas) y "La Banda de Morty" (la de los antagonistas), aparte de unos personajes neutrales y del mundo adulto de Villa Susto.

### Mini Monsters

#### La Banda de Frank
- Víctor Von Piro: Apodado "Von Pijo", es el conductor de la historia y principal protagonista. Es un vampiro narcisista, pijo, ricachón, mimado y muy irascible, pero muy patoso e ingenuo, de tal manera que le salen mal las cosas a menudo. En el fondo se preocupa por su familia y sus nuevos amigos, pero no suele demostrarlo debido a su orgullo. Es vegetariano y se alimenta de la savia de los árboles. Es primo de Dayana. Se avergüenza de su familia, una de las pocas cosas que tiene en común con Frank. Tiene un perro salchicha llamado Chopped al que no le presta casi atención. Su nombre completo es Víctor Von Piro Da Oskuritas Und Malefic.

- Frank Einstein Jr.: Apodado "Franky", es el líder de la banda y deuteragonista. Es el polo opuesto de Víctor: es amable, humilde y modesto, pero muy inseguro debido a su aspecto físico. Es muy inteligente y se dedica a inventar, aunque la mayoría de sus inventos acaban en desastre. Es una versión de Frankenstein y se puede cambiar el cerebro. Adora a sus amigos y es capaz de arriesgar su vida por ellos. Su inteligencia, madurez y valentía le hacen un buen líder. Aunque quiere mucho a su familia, detesta que le traten como a un niño. Se enamoró perdidamente de Henrietta nada más verla, pero no puede decírselo por su timidez y por la "difícil" personalidad de ella.

- Piruja: La tritagonista, es una bruja con una verruga en su mejilla derecha a causa de una maldición de su familia. Es amable, tímida y extremadamente enamoradiza. Al conocer a Víctor, se enamora obsesivamente de él. Desgraciadamente, Víctor no la soporta y suele rechazarla. Al besar a alguien se transforma en rana, y vuelve a ser normal si esa persona le devuelve el beso. Vive acomplejada de su verruga y sus hechizos y pociones suelen salirle mal, lo cual es motivo de burlas por parte del resto. Le gustan los bichos y emparejar a sus amigos. Su mejor amiga es Guillotine a pesar de pertenecer a diferentes bandas.

- Lupo: Es un hombre lobo que se puede transformar en lobo cuando quiere. Es amable, sarcástico, glotón y padece narcolepsia. Es el mejor amigo de Momsés y casi siempre están juntos. Le encanta meterse con Víctor y se pelean por la rivalidad entre sus especies y su clase social, haciéndolos "amienemigos". Su familia es bastante pobre en comparación con el resto. Es el Minimonster con más hermanos, ya que tiene 2 hermanos mayores (Lu y Lupus) y 3 pequeños (Lupe, Lupín y Segismundo, alias "Lupa"), y es muy sobreprotector con ellos. Siempre está persiguiendo a Skin para comérselo por razones obvias. Al principio no soporta a Nieve, pero acaba enamorándose de ella.

- Momsés: Es una momia amante del deporte y el riesgo. Apodado "Momo" y ocasionalmente "Vendas", es el mejor amigo de Lupo. Él, al contrario que Lupo, es activo, deportista, competitivo y algo más sensato (aunque es frecuente que se deje llevar). Cuando le da el sol aumenta su fuerza por cien y no suele darse cuenta, lo que le hace torpe y suela meter la pata. No suele hablar como los demás, solo dice cosas con la palabra "momo" y muy pocos entienden lo que quiere decir, cosa que le frustra. Puede estirar sus vendas cuando quiere y a cualquier distancia. Es frecuente verlo con su skate y haciendo surf. Su padre es médico, quien puede hablar normalmente.

- Gus: Es un fantasma miedoso, sensible y desafortunado, pero a la vez dulce, cariñoso e inocente. Ve a Frank como a un hermano mayor y un modelo a seguir. Tiene el cuerpo y la personalidad infantil de un niño, y todos le tratan como tal. Teme muchísimo a Quasim, ya que suele meterse con él, aunque hay bastante gente que le trata como basura o mascota. Puede hacerse intangible. Es un gran amante de los cómics y de la música. Es un dibujante excelente. Antes era humano, pero él y su familia murieron de asfixia al inhalar un ambientador caducado. Cuando era humano temía a los monstruos, y ahora que es fantasma le dan miedo los humanos.

#### Otros Mini Monsters
- Henrietta: Debuta en el segundo álbum "El Perfeccionator". Ella es dulce, amable y educada; pero de forma repentina aparece su alter ego, Miss Hit, cosa que la atormenta. Es especialista en medicamentos, aunque es físicamente débil y apenas sale de casa. Su padre es Robert Louis, quien es muy sobreprotector con ella. Está enamorada de Frank; pero por timidez y sus respectivas inseguridades ninguno de los dos se atreven a declararse. Tiene la costumbre de vomitarle encima cada vez que le ve, aunque Frank lo toma como una muestra de amor hacia él.

- Billy Rotten: Es un chico que vive en un vertedero y se le ve en un cubo de basura. Es amable y trata a todos como si fueran sus amigos, a pesar de que suelen alejarse de él debido a su suciedad. Él enferma si está limpio y por esa razón siempre está sucio. Su madre Rubberta es la criada de la familia Von Piro, por lo que Billy aprovecha esto para intentar ser amigo de Víctor, normalmente sin éxito debido al narcisismo de este.

- Dayana Von Piro: Es una vampira cuya meta en la vida es ser una gran artista, aunque necesita gafas para poder pintar bien. Es la prima de Víctor y al igual que él no le gusta Villa Susto, pero ella es más simpática y espontánea.

- Nieve: Es una chica yeti solitaria que vive en las heladas montañas de Villa Susto. Tiene control sobre el hielo. Se dedica a robar a extraños, sin importar que sean niños. En el fondo no es mala persona, ya que se la ve protegiendo a otros minimonsters de humanos como Flan Hellsing. También se muestra muy sensata y se queda anonadada ante las rarezas del pueblo. Ella y Lupo empezaron con mal pie, pero terminan gustándose el uno al otro.

### Antagonistas

#### La Banda de Morty
- Morty Vivente: Es el líder de la banda rival de Frank y el principal antagonista. Es un zombi, y como tal puede sacarse partes de su cuerpo. Como Víctor, es rico, irascible y creído; pero es además manipulador, tramposo, cruel y mentalmente inestable. Es el archirrival de Frank y se dedica a hacerle la vida imposible a él y su banda, aunque los planes le salen siempre mal. Irónicamente, ansía hacerse con los cerebros de Frank para comérselos, y se vuelve loco si alguien dice la palabra "cerebro". Es el novio de Guillotine. Habla con acento italiano y suele decir palabras en ese idioma, comúnmente insultos.

- Guillotine: Es una chica gótica muy poco femenina, y novia de Morty. Puede separar su cabeza del resto de su cuerpo. Ella es de personalidad sarcástica y tiende a burlarse de todos, incluso de sí misma. A pesar de pertenecer a bandas rivales, ella es buena amiga de Piruja, a la que ayuda a conquistar a Víctor, aunque normalmente usando la violencia y el chantaje, siendo como hermanas y protegiéndose la una a la otra. Es muy talentosa diseñando y haciendo ropa.

- Mienai: Es un chico invisible que siempre lleva ropas fluorescentes para que le vean. Es invisible debido a una poción, y tiene el efecto secundario de echar gases. Él es el principal esclavo de Morty, siendo víctima constante de su obsesión por los cerebros. Es capaz de ser amable y llevarse bien con los de la otra banda, pero solo cuando Morty no ejerce su mala influencia sobre él.

- Skin Hate: Es un esqueleto que tiene muy mal genio. Es, al igual que Lupo, un glotón y se come cualquier cosa. Lupo siempre intenta comerle debido a razones obvias, cosa que no soporta. Su madre es la cocinera del colegio. Al igual que Mienai, Morty le trata como a un esclavo. Siempre está hambriento, por lo que los demás no entienden como puede estar en los huesos.

#### Otros antagonistas
- Quasim: Es el matón de la escuela. Es muy fuerte físicamente y se mete con todos, sobre todo con Gus, quien le tiene muchísimo miedo. A pesar de su fuerza, es tremendamente estúpido y es bastante mayor que los de su clase. Siempre habla en tercera persona. Vive en un campanario, en referencia a "El Jorobado de Nôtre Dame".

- Miss Hit: Es el alter ego de Henrietta y la villana principal de "El Perfeccionator". Ella es completamente opuesta a Henrietta: Es extraordinariamente fuerte físicamente (Llegó a derrotar a Quasim de un solo golpe), poco femenina y muy irascible. Ella desprecia la debilidad. Considera a los humanos débiles y no les tiene ningún miedo. Su plan inicial es aniquilar a Henrietta con el invento de Frank, "El Perfeccionator". Después de su derrota, sólo sale de forma esporádica.

- Rattus Sapiens: Es un ratón humanoide malvado, quien aparece en "El Veneno de Porcelana" como el villano principal. Él busca destruir Villa Susto y tiene un ejército de ratones bastante lascivos y vagos. Él es el creador del veneno y el veneno actúa como laxante si uno se lo bebe.

- Flan Helsing: Es un autoproclamado cazador de monstruos "famoso", aunque en realidad es un fracasado y es totalmente inepto en su "trabajo". Suele venir acompañado de su fiel yegua Caballa, quien actúa como voz de la razón sobre él a pesar de que éste no la tome en serio. Es una versión parodiada de Van Helsing.

- Arrrmando el Arrraña: Una araña gigante a la que Morty contrató en "El Gran Partido de Calabacesto" para acabar con sus contrincantes. La madre de Piruja intentó que fuera su novio, a pesar de que intentara comérsela a ella y a su hija.

### Adultos y Familiares
Algo común entre los adultos es que nunca se muestran sus rostros, ya que siempre aparecen de espaldas o sus caras aparecen tapadas.
- Profesor Abra: Es el tutor de la clase 2ºA, en la que asisten los protagonistas. Es un mago y suele sacar cosas de su chistera, aunque le juega malas pasadas la mayoría de las veces. También suele ser víctima de las locuras de sus alumnos y cuando intenta solucionarlas, normalmente las hace peores. Es amigo de Robert Louis.

- El Sr. y la Sra. Von Piro: Son dos vampiros de alta clase que viven en un castillo rodeados de lujos. Ellos consienten demasiado a su hijo, lo que provoca que su hijo constantemente los manipule para conseguir lo que quiere.

- La Abuela de Víctor: Es la abuela de Víctor, quien siempre confunde su ataúd con otros muebles, por lo que se duerme en sitios como el armario o la nevera. Es la única adulta cuyo rostro se muestra. Ella es de quien Víctor suele tener más vergüenza, ya que suele provocar diversos disparates que le ponen en evidencia.

- La Madre de Piruja: Es una bruja que siempre lleva un casco en la cabeza. Es una solterona que está obsesionada con conseguir novio, sin éxito. Normalmente intenta ligarse al Sr. Von Piro, aún sabiendo que él está casado.

- Frank Einstein Sr. y la Sra. Einstein: Son los padres de Frank y Francesca. El Sr. Einstein es el mayor genio de Villa Susto y le gusta que su hijo lo reconozca, aunque él también tenga una mente brillante. Al igual que su hijo, sus inventos también suelen salirle del revés. La Sra. Einstein siempre se muestra muy cariñosa con su hijo y continuamente le besa en la mejilla, haciendo que éste se avergüence.

- Francesca Einstein: Es la hija mayor de los señores Einstein y la hermana de Frank. Al contrario que su familia, ella no tiene interés en hacer inventos, prefiriendo hacer cosas de adolescentes. Se avergüenza de las locuras de su familia, y tiene una relación amor-odio típica de hermanos con Frank.

- Lu, Lupus, Lupe, Lupín y Segismundo: Son los hermanos de Lupo. Debido a su situación familiar, Lu y Lupus trabajan con sus padres para sacar su familia adelante. Lu es la mejor amiga de Francesca, y tienen los mismos gustos. Segismundo suele ser apodado como "Lupa" en referencia a sus gafas. Lupe tiene problemas al pronunciar y le gustan las muñecas. Lupín y Segismundo tienden a pelearse, y es implícito que Lupus tiene esa misma relación con Lupo.

- Profesor Robert Louis: Es el médico y árbitro de calabacesto del colegio. Al igual que su hija Henrietta, tiene un alter ego muy irascible y viril. Es muy sobreprotector con su hija. En su forma normal, es bastante afeminado y se asemeja a Ned Flanders. Es amigo del Profesor Abra.

- La Sra. Hate: Es la cocinera del colegio y la madre de Skin. Ella siempre aparece regañando a su hijo por su mal comportamiento. Sin embargo, ella se muestra muy cariñosa con Gus, debido a su aspecto adorable y a su bondad.

### Animales
- Chopped: Es el perro salchicha de Víctor. Víctor no le hace caso y le trata con desprecio, pero Chopped le quiere mucho. Le gusta mucho jugar y, exceptuando a Víctor, todos los de la Banda de Frank lo adoran y juegan con él.

- Buena Suerte: Es el gato de Piruja. Fue un regalo de "Maldita Claus" (El Santa Claus de los monstruos), tal y como se menciona en "Historias para No Dormir". Es bastante gafe y suele provocarles un gran aprieto a todos los que se le acercan, lo que contradice su nombre.

## Álbumes
Regularmente, la propia Norma Editorial recopila la serie en álbumes monográficos, de los que hasta la fecha han aparecido los siguientes:
- MiniMonsters: El Veneno de Porcelana. Norma Editorial, 2003.
- MiniMonsters: El Perfeccionator. Norma Editorial, 2006.
- MiniMonsters: ¡Historias para no Dormir! Norma Editorial, 2007.
- MiniMonsters: El Gran Partido de Calabacesto. Norma Editorial, 2012.
- Todo Minimonsters. Norma Editorial, 2018.